# Heerlijkheid Oostcapelle

Wapen van de heerlijkheid Oostcapelle

De heerlijkheid Oostcapelle was een ambachtsheerlijkheid in de Nederlandse provincie Zeeland.

## Geschiedenis
De oudste vermelding van de heerlijkheid zou dateren van 1275. In het midden van de 17e eeuw was de heerlijkheid eigendom van de stad Middelburg, die haar in 1679 weer verkocht. Daarna kwam Oostkapelle via een erfenis in de familie Van der Poorte, om in 1777 door huwelijk in het bezit te komen van de familie Steengracht. Die 'bezit' de heerlijkheid nog steeds: een tak van de familie draagt de naam Steengracht van Oostcapelle.
Het wapen van Oostkapelle werd in 1819 voor de heerlijkheid bevestigd. De gemeente Oostkapelle voerde later het wapen van de heerlijkheid als gemeentewapen. In 1956 werd het wapen door de Hoge Raad van Adel officieel vastgelegd.

## Bezitters heerlijkheid (Steengracht)
Johanna Petronella van der Poorte, vrouwe van Oostcapelle (1754-1783); trouwde in 1777 met jhr. mr. Nicolaas Steengracht, heer van Oosterland, Sirjansland en Oosterstein (1754-1840)
- jhr. mr. Johan Steengracht van Oostcapelle, heer van Moyland, Till, Ossenbruch en Oostcapelle (1782-1846)
  - jhr. Johan Willem Steengracht van Oostcapelle, heer van Oostcapelle (1815-1856)
    - jhr. Joan Steengracht, heer van Oostcapelle (1856-1895)
      - jhr. Joan Willem Steengracht van Oostcapelle, heer van Oostcapelle (1891-1934)
        - jhr. Jan Willem Steengracht van Oostcapelle, heer van Oostcapelle (1927-2001)
          - jhr. mr. Joan Willem Steengracht van Oostcapelle, heer van Oostcapelle (1956)